# 柳田駅
柳田駅（やなぎたえき）は、秋田県横手市新藤柳田（やなぎだ）字柳田（やなぎた）にある、東日本旅客鉄道（JR東日本）奥羽本線の駅である。

## 歴史
1921年（大正10年）12月10日に、平鹿郡横手町域（奥羽本線十文字 - 横手間）に柳田信号場として設置され、1926年（大正15年）11月7日 に駅に昇格した。

### 年表
- 1962年（昭和37年）10月1日：貨物の取り扱いを廃止[2]。
- 1976年（昭和51年）4月1日：荷物の扱いを廃止[4]。無人化[5]。
- 1987年（昭和62年）4月1日：国鉄分割民営化により、JR東日本の駅となる[2]。
- 2017年（平成29年）
  - 8月：駅舎改築工事に着手。同月下旬に仮駅舎での営業を開始[6]。
  - 12月6日：駅舎がリニューアル[7][8][9]。
- 2024年（令和6年）10月1日：えきねっとQチケのサービスを開始[1][10]。

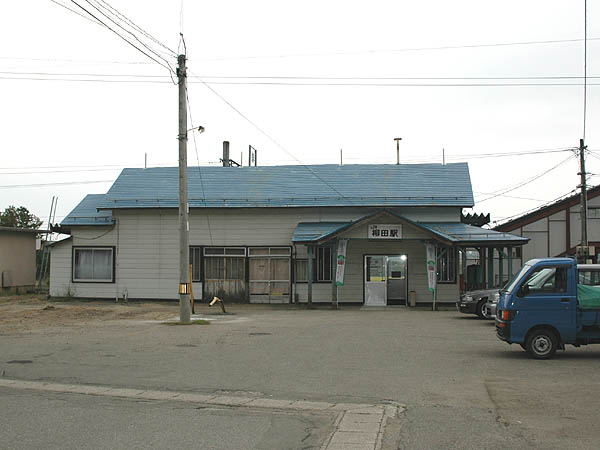
旧駅舎（2005年9月）

## 駅構造
相対式ホーム2面2線を有する地上駅である。互いのホームは跨線橋で連絡している。
横手駅管理の無人駅である。駅舎は2017年（平成29年）12月6日に秋田杉を使って改築された木造平屋建てで、柳の木をモチーフとしたものとなっている。

### のりば
| 番線 | 路線      | 方向 | 行先           |
| ---- | --------- | ---- | -------------- |
| 1    | ■奥羽本線 | 上り | 湯沢・新庄方面 |
| 2    | ■奥羽本線 | 下り | 横手・秋田方面 |

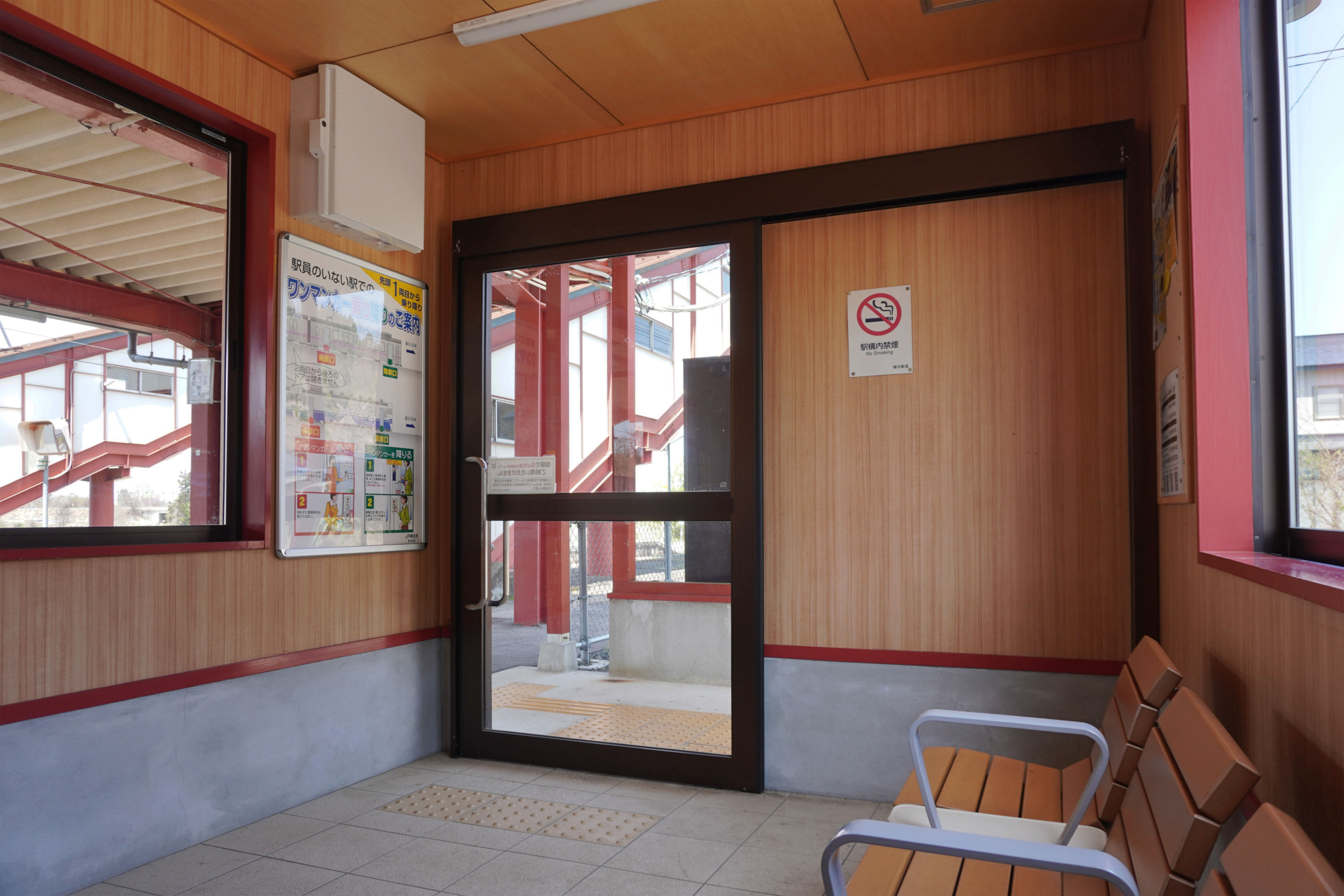
待合室（2024年4月）
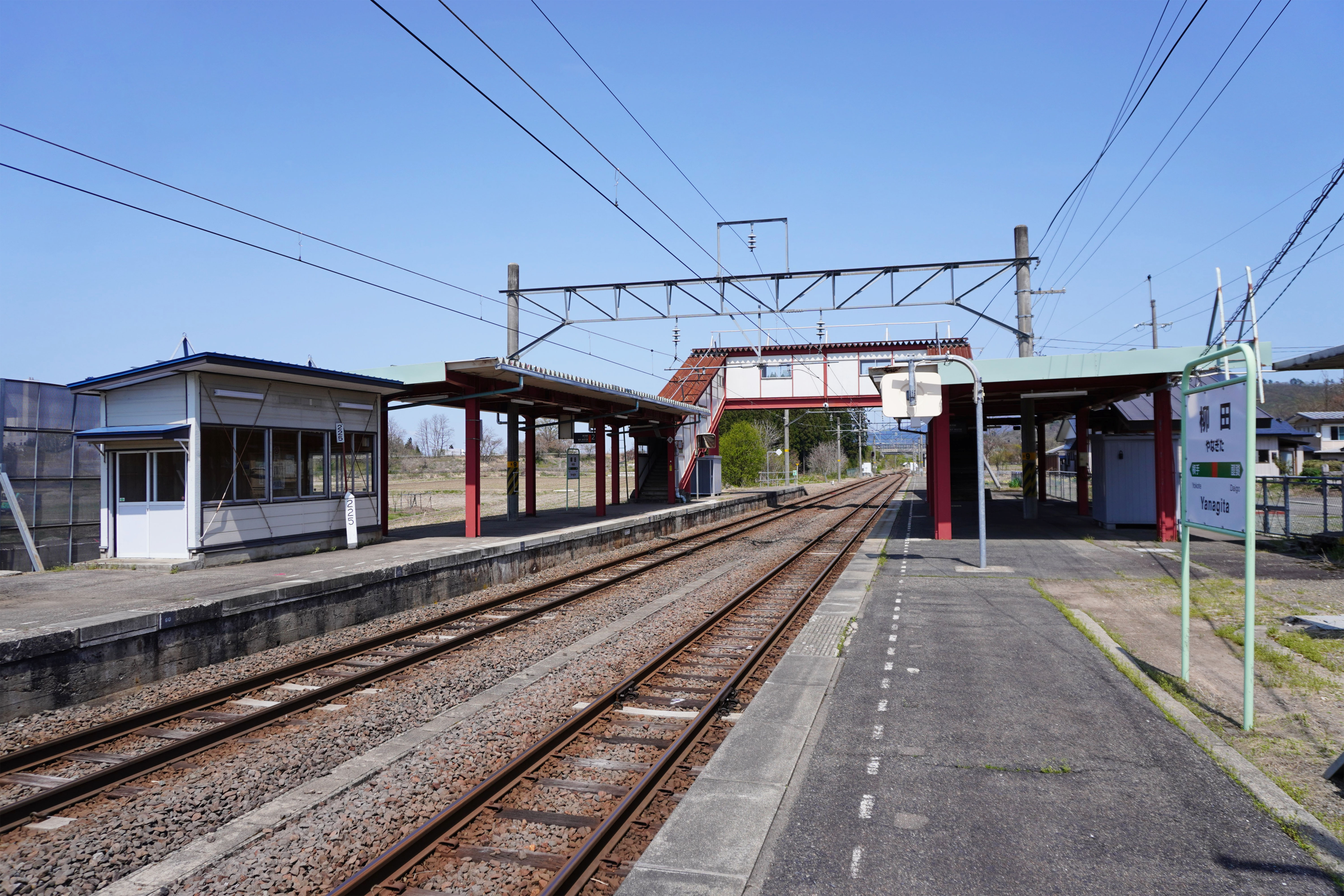
ホーム（2024年4月）

## 駅周辺
- 栄地区交流センター さかえ館
- 横手栄郵便局
- 横手警察署 栄駐在所
- 横手市立栄小学校
- 藤春食堂（横手やきそばが有名）
- 元祖神谷焼きそば屋
- クリーンプラザよこて

## 隣の駅
東日本旅客鉄道（JR東日本）
■奥羽本線
□快速
通過
■普通
醍醐駅 - 柳田駅 - 横手駅